# NGC 2465
NGC 2465 – gwiazda o jasności obserwowanej 15m, znajdująca się w gwiazdozbiorze Rysia. Skatalogował ją Bindon Stoney (asystent Williama Parsonsa) 20 lutego 1851 roku jako obiekt typu „mgławicowego”, gdyż uważał, że jest lekko zamglona. Identyfikacja obiektu NGC 2465 nie jest pewna.